# 1-Page
1-Página (ASX: ) fue una compañía la cual desarrollaba y comercializaba productos de software para HR departments para apoyarles en la cualificación de candidatos de empleos, así como a sus propios trabajadores. 1-Page Limited es la primera compañía de Silicon Valley en entrar en el ASX. Con sede en San Francisco. Fue fundada en 2011 y recibió su primera financiación en 2012. Antes de hacerse pública en el mercado de valores australiano en octubre de 2014, la compañía ya había conseguido alrededor de 3 millones de dólares en financiación.
Desde que fue pública, la compañía perdió más del 96% de su valor, bajando a menos de 20 centavos de dólar australiano. Motley Fool lo describió como "qué pasa cuándo las compañías gastan mucho y no generan ventas."

## Historia
En 2002, Patrick G. Riley publicó "la propuesta de 1-Page" en donde describe cómo el fundador ayudo a negocios alrededor del mundo usando la propuesta de 1-Page.
Entre 2022 y 2022 la compañía consiguió 2 millones de dólares en Silicon Valley en fondos de Blumberg Capital  y se hizo pública en el ASX el 15 de octubre de 2014. Las acciones de la compañía empezaron con 70 centavos en su primer día, los inversores acudieron en masa a la primera compañía de tecnología estadounidense en cotizar en la Bolsa de Valores de Australia

## La adquisición de BranchOut
Un mes después de hacerse pública, 1-Page anunció su primera adquisición. La compañía adquirió la empresa de servicio de networking profesional construida en la plataforma de Facebook BranchOut. BranchOut acogió millones de usuarios y 49 millones de dólares en fondos durante ese crecimiento pero luego de eso la empresa murió cuando Facebook cambio sus políticas en cómo las empresas hacen que su crecimiento se haga viral. Como parte del trato 1-Page dijo que compraba esta aplicación para usarla "en crear el motor de referencia de empleados mas poderoso para empresas de todo el mundo".

## Productos y servicios
El primer producto lanzado por 1-Page fue una plataforma de asesoría empresarial que permitía a las compañías involucrar a sus candidatos a retos de negocios en tiempo real para comprobar sus habilidades.
Otros productos de 1-Page son:
- 1-Page Source, una herramienta de talentos que nivela perfiles de 820m de BranchOut entre otra web de datos para automatizar la creación y verificación de talentos para los reclutadores.
- 1-Page Innovation, una plataforma que permite a las compañías obtener ideas de la organización.[13][14][15]